# منشأة نيازي
قرية منشأة نيازي هي إحدى القرى التابعة لمركز مغاغة بمحافظة المنيا في جمهورية مصر العربية. حسب إحصاءات سنة 2006، بلغ إجمالي السكان في منشأة نيازي 1251 نسمة، منهم 635 رجلا و616 امرأة.